# Gran Premio di Cina 2006
Il Gran Premio di Cina 2006 è stata la sedicesima prova della stagione 2006 del campionato mondiale di Formula 1. La gara si è tenuta domenica 1º ottobre sul circuito di Shanghai ed è stata vinta dal tedesco Michael Schumacher su Ferrari, al novantunesimo e ultimo successo in carriera; Schumacher ha preceduto all'arrivo i due piloti della Renault, lo spagnolo Fernando Alonso e l'italiano Giancarlo Fisichella.

## Vigilia

### Aspetti sportivi
La Red Bull Racing sostituisce l'austriaco Christian Klien con il terzo pilota e collaudatore nederlandese Robert Doornbos per le ultime tre gare della stagione. A causa della sua promozione a secondo pilota, diventa terzo pilota il tedesco Michael Ammermüller.

## Prove

### Risultati
Nella prima sessione del venerdì si è avuta questa situazione:
| Pos | Nº | Pilota           | Costruttore       | Tempo    | Gap    | Giri |
| --- | -- | ---------------- | ----------------- | -------- | ------ | ---- |
| 1   | 35 | Alexander Wurz   | Williams-Cosworth | 1'35"574 |        | 21   |
| 2   | 36 | Anthony Davidson | Honda             | 1'35"591 | +0"017 | 26   |
| 3   | 12 | Jenson Button    | Honda             | 1'37"291 | +1"717 | 4    |

Nella seconda sessione del venerdì si è avuta questa situazione:
| Pos | Nº | Pilota           | Costruttore       | Tempo    | Gap    | Giri |
| --- | -- | ---------------- | ----------------- | -------- | ------ | ---- |
| 1   | 35 | Alexander Wurz   | Williams-Cosworth | 1'35"539 |        | 26   |
| 2   | 38 | Sebastian Vettel | BMW Sauber        | 1'35"579 | +0"040 | 23   |
| 3   | 36 | Anthony Davidson | Honda             | 1'35"714 | +0"175 | 30   |

Nella sessione del sabato mattina si è avuta questa situazione:
| Pos | Nº | Pilota             | Costruttore | Tempo    | Gap    | Giri |
| --- | -- | ------------------ | ----------- | -------- | ------ | ---- |
| 1   | 5  | Michael Schumacher | Ferrari     | 1'40"193 |        | 8    |
| 2   | 1  | Fernando Alonso    | Renault     | 1'40"365 | +0"172 | 7    |
| 3   | 12 | Jenson Button      | Honda       | 1'40"590 | +0"397 | 12   |

## Qualifiche

### Resoconto
Nella Q1 vanno fuori due piloti importanti: Jarno Trulli e Ralf Schumacher. Le due Toyota, infatti non riescono a strappare la qualificazione alla Q2 e vengono eliminate. Oltre a loro vanno fuori le Midland e le due Super Aguri, mentre ne beneficiano le Toro Rosso. Il primo tempo è di Fernando Alonso, con Michael Schumacher a 1"200.
Nella Q2 non ci sono eliminazioni clamorose, se si esclude quella di Felipe Massa. Infatti vanno fuori le Toro Rosso, le Williams e la Red Bull di David Coulthard.
Guadagna la Q3 al debutto, Robert Doornbos, mentre il primo tempo è ancora di Alonso, questa volta con 1"500 di vantaggio su Schumi. Conquista la pole nella Q3, l'asturiano, a fianco di Giancarlo Fisichella e, a seguire le due Honda. Il rivale di Alonso, Schumacher, è sesto al fianco di Kimi Räikkönen.

### Risultati
Nella sessione di qualifica si è avuta questa situazione:
| Pos | Nº | Pilota               | Costruttore       | Q1         | Q2       | Q3       | Griglia |
| --- | -- | -------------------- | ----------------- | ---------- | -------- | -------- | ------- |
| 1   | 1  | Fernando Alonso      | Renault           | 1'44"128   | 1'43"951 | 1'44"360 | 1       |
| 2   | 2  | Giancarlo Fisichella | Renault           | 1'44"378   | 1'44"336 | 1'44"992 | 2       |
| 3   | 11 | Rubens Barrichello   | Honda             | 1'47"072   | 1'45"288 | 1'45"503 | 3       |
| 4   | 12 | Jenson Button        | Honda             | 1'45"809   | 1'44"662 | 1'45"503 | 4       |
| 5   | 3  | Kimi Räikkönen       | McLaren-Mercedes  | 1'44"909   | 1'45"622 | 1'45"754 | 5       |
| 6   | 5  | Michael Schumacher   | Ferrari           | 1'47"366   | 1'45"660 | 1'45"775 | 6       |
| 7   | 4  | Pedro de la Rosa     | McLaren-Mercedes  | 1'44"808   | 1'45"095 | 1'45"877 | 7       |
| 8   | 16 | Nick Heidfeld        | BMW Sauber        | 1'46"249   | 1'45"055 | 1'46"053 | 8       |
| 9   | 17 | Robert Kubica        | BMW Sauber        | 1'46"049   | 1'45"576 | 1'46"632 | 9       |
| 10  | 15 | Robert Doornbos      | RBR-Ferrari       | 1'46"387   | 1'45"747 | 1'48"021 | 10      |
| 11  | 21 | Scott Speed          | STR-Cosworth      | 1'46"222   | 1'45"851 | N.D.     | 11      |
| 12  | 14 | David Coulthard      | RBR-Ferrari       | 1'45"931   | 1'45"968 | N.D.     | 12      |
| 13  | 6  | Felipe Massa         | Ferrari           | 1'47"231   | 1'45"970 | N.D.     | 20      |
| 14  | 20 | Vitantonio Liuzzi    | STR-Cosworth      | 1'45"564   | 1'46"172 | N.D.     | 13      |
| 15  | 9  | Mark Webber          | Williams-Cosworth | 1'48"560   | 1'46"413 | N.D.     | 14      |
| 16  | 10 | Nico Rosberg         | Williams-Cosworth | 1'47"535   | 1'47"419 | N.D.     | 15      |
| 17  | 7  | Ralf Schumacher      | Toyota            | 1'48"894   | N.D.     | N.D.     | 16      |
| 18  | 8  | Jarno Trulli         | Toyota            | 1'49"098   | N.D.     | N.D.     | 17      |
| 19  | 18 | Tiago Monteiro       | MF1-Toyota        | 1'49"903   | N.D.     | N.D.     | 18      |
| 20  | 22 | Takuma Satō          | Super Aguri-Honda | 1'50"326   | N.D.     | N.D.     | 21      |
| 21  | 23 | Sakon Yamamoto       | Super Aguri-Honda | 1'55"560   | N.D.     | N.D.     | 19      |
| 22  | 19 | Christijan Albers    | MF1-Toyota        | cancellato | N.D.     | N.D.     | 22      |

In grassetto sono indicate le migliori prestazioni in Q1, Q2 e Q3.

## Gara

### Resoconto
Al via le Renault scattano bene e si portano al comando del Gran Premio. Alle loro spalle sono Button, Raikkonen, Barrichello e Michael Schumacher. Già nel corso del primo giro Kimi Räikkönen scavalca Jenson Button, salendo al terzo posto e andando presto ad insidiare Fisichella, che passa nel corso del tredicesimo passaggio. Come già successo in Ungheria, il bagnato avvantaggia inizialmente le gomme Michelin mentre le Bridgestone impiegano più tempo per entrare nella finestra di utilizzo ideale, per poi essere più competitive con la pista che tende ad asciugarsi. Dopo una decina di passaggi, Schumacher inizia una lenta e graduale rimonta, passando le due Honda e salendo al quarto posto al giro 14, già staccato di 25” da Alonso, livello oltre il quale il distacco non salirà più. Il tedesco sale al 3º posto, alle spalle del romano Giancarlo Fisichella, grazie al pit stop di Raikkonen, che subito dopo è costretto al ritiro. Schumacher effettua il suo rifornimento al giro 21, senza cambiare le gomme. Un giro dopo, ad Alonso vengono invece cambiati gli pneumatici anteriori, mentre anche Fisichella effettua solo il rifornimento. Da questo momento, il leader della corsa fatica, girando anche tre secondi più lento degli inseguitori che in breve lo raggiungono. Al giro 30 Giancarlo Fisichella guadagna la testa della corsa, il tedesco della Ferrari passa Alonso un giro più tardi. Al giro 35, lo spagnolo opta per gomme da asciutto, rientrando sesto, per tornare rapidamente terzo, quando Heidfeld, Barrichello e de La Rosa si fermano per lo stesso motivo. Schumacher si ferma al giro 40, Fisichella una tornata più tardi. Il tedesco sopraggiunge con pneumatici già in temperatura e infila il romano assumendo la leadership della corsa, che non mollerà più. Alonso ritrova ritmo e, a suon di giri veloci, si riporta sul compagno tornando secondo quando mancano nove tornate al termine. Nel finale torna a piovere, si scatena Button che negli ultimi due giri sale da settimo a quarto passando de La Rosa, Barrichello ed Heidfeld. Il brasiliano va a colpire il tedesco alla penultima curva, regalando la quinta piazza allo spagnolo della McLaren. Schumacher vince il Gran Premio di Cina, suo novantunesimo e ultimo successo nel mondiale, portandosi in testa alla classifica a pari punti con Fernando Alonso. 

### Risultati
I risultati del Gran Premio sono i seguenti:
| Pos | Nº | Pilota               | Costruttore       | Giri | Tempo/Ritiro        | Griglia | Punti |
| --- | -- | -------------------- | ----------------- | ---- | ------------------- | ------- | ----- |
| 1   | 5  | Michael Schumacher   | Ferrari           | 56   | 1h37'32"747         | 6       | 10    |
| 2   | 1  | Fernando Alonso      | Renault           | 56   | +3"121              | 1       | 8     |
| 3   | 2  | Giancarlo Fisichella | Renault           | 56   | +44"197             | 2       | 6     |
| 4   | 12 | Jenson Button        | Honda             | 56   | +1'12"056           | 4       | 5     |
| 5   | 4  | Pedro de la Rosa     | McLaren-Mercedes  | 56   | +1'17"137           | 7       | 4     |
| 6   | 11 | Rubens Barrichello   | Honda             | 56   | +1'19"131           | 3       | 3     |
| 7   | 16 | Nick Heidfeld        | BMW Sauber        | 56   | +1'31"979           | 8       | 2     |
| 8   | 9  | Mark Webber          | Williams-Cosworth | 56   | +1'43"588           | 14      | 1     |
| 9   | 14 | David Coulthard      | RBR-Ferrari       | 56   | +1'43"796           | 12      |       |
| 10  | 20 | Vitantonio Liuzzi    | STR-Cosworth      | 55   | +1 giro             | 13      |       |
| 11  | 10 | Nico Rosberg         | Williams-Cosworth | 55   | +1 giro             | 15      |       |
| 12  | 15 | Robert Doornbos      | RBR-Ferrari       | 55   | +1 giro             | 10      |       |
| 13  | 17 | Robert Kubica        | BMW Sauber        | 55   | +1 giro             | 9       |       |
| 14  | 21 | Scott Speed          | STR-Cosworth      | 55   | +1 giro             | 11      |       |
| 15  | 19 | Christijan Albers    | MF1-Toyota        | 53   | +3 giri             | 22      |       |
| 16  | 23 | Sakon Yamamoto       | Super Aguri-Honda | 52   | +4 giri             | 19      |       |
| Rit | 7  | Ralf Schumacher      | Toyota            | 49   | Pressione dell'olio | 16      |       |
| Rit | 6  | Felipe Massa         | Ferrari           | 44   | Collisione          | 20      |       |
| Rit | 8  | Jarno Trulli         | Toyota            | 38   | Motore              | 17      |       |
| Rit | 18 | Tiago Monteiro       | MF1-Toyota        | 37   | Idraulica           | 18      |       |
| Rit | 3  | Kimi Räikkönen       | McLaren-Mercedes  | 18   | Testacoda           | 5       |       |
| SQ  | 22 | Takuma Satō          | Super Aguri-Honda | 55   | Squalificato        | 21      |       |

## Classifiche mondiali

### Piloti
| Pos | Pilota               | Punti |
| --- | -------------------- | ----- |
| 1   | Michael Schumacher   | 116   |
| 2   | Fernando Alonso      | 116   |
| 3   | Giancarlo Fisichella | 63    |
| 4   | Felipe Massa         | 62    |
| 5   | Kimi Räikkönen       | 57    |
| 6   | Jenson Button        | 45    |
| 7   | Rubens Barrichello   | 28    |
| 8   | Juan Pablo Montoya   | 26    |
| 9   | Nick Heidfeld        | 22    |
| 10  | Pedro de la Rosa     | 18    |
| 11  | Ralf Schumacher      | 18    |
| 12  | David Coulthard      | 14    |
| 13  | Jarno Trulli         | 12    |
| 14  | Mark Webber          | 7     |
| 15  | Jacques Villeneuve   | 7     |
| 16  | Robert Kubica        | 6     |
| 17  | Nico Rosberg         | 4     |
| 18  | Christian Klien      | 2     |
| 19  | Vitantonio Liuzzi    | 1     |

### Costruttori
| Pos | Costruttore       | Punti |
| --- | ----------------- | ----- |
| 1   | Renault           | 179   |
| 2   | Ferrari           | 178   |
| 3   | McLaren-Mercedes  | 101   |
| 4   | Honda             | 73    |
| 5   | BMW Sauber        | 35    |
| 6   | Toyota            | 30    |
| 7   | RBR-Ferrari       | 16    |
| 8   | Williams-Cosworth | 11    |
| 9   | STR-Cosworth      | 1     |